# Gałajda

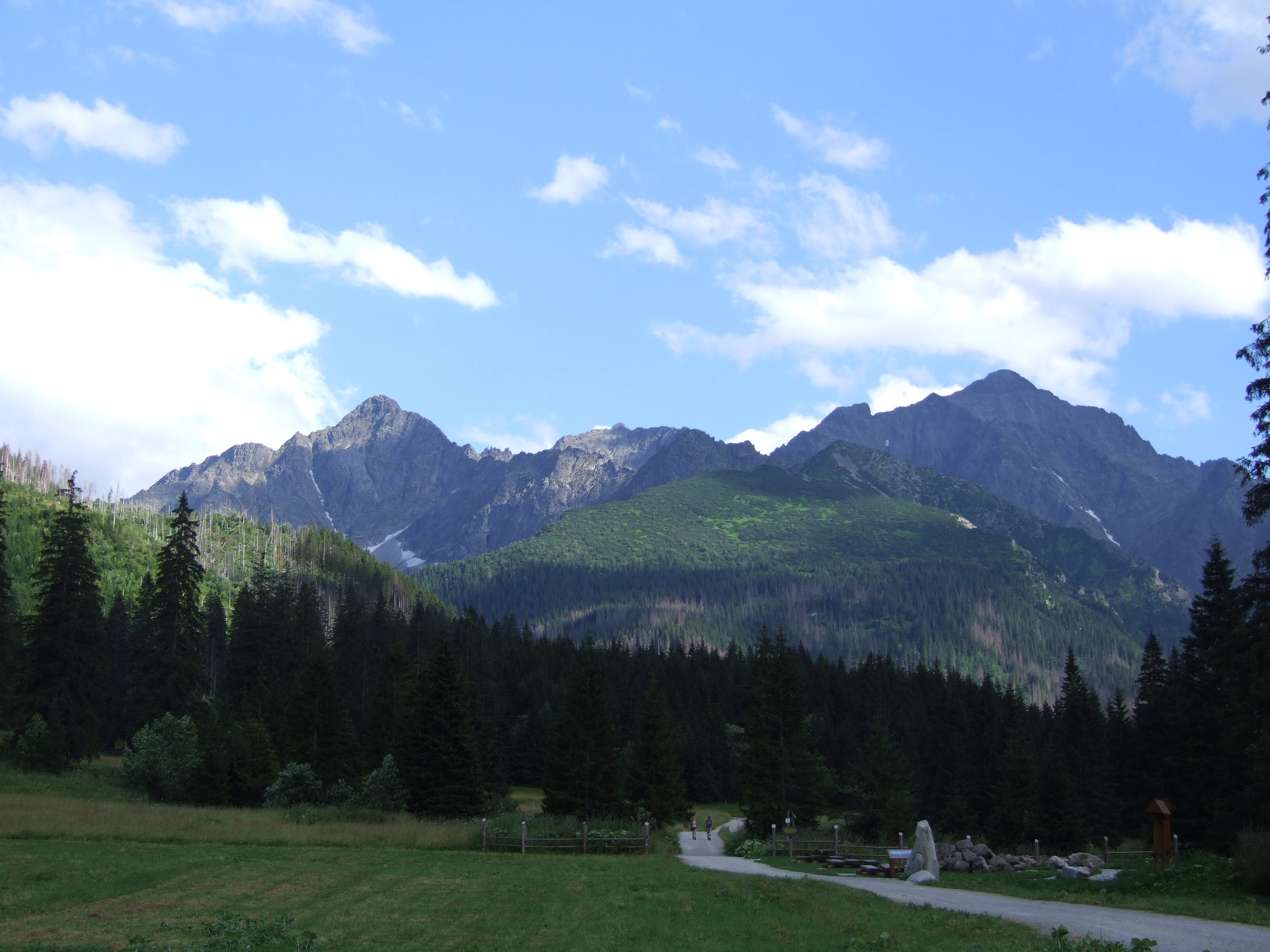
Gałajdowa Polana

Gałajda, nieznany z imienia, nazwiskiem prawdopodobnie Rusnak (zapewne około 1810 – 30 IX 1852) – zbójnik tatrzański.
Na temat Gałajdy nie przetrwały prawie żadne dokumenty, był natomiast postacią najszerzej obok Janosika opisywaną w spiskich legendach, dlatego też ustalenie pewnych faktów z jego życia jest szczególnie problematyczne. Zbójował z kompanami przeważnie w Dolinie Zadnich Koperszadów, obrabowując baców oraz napadając na kupców i innych podróżników. Od jego przydomka pochodzi nazwa Gałajdowej Polany u ujścia Koperszadów do Doliny Jaworowej. Inne podania wspominają jego działalność w sąsiedniej Dolinie Białej Wody, a także w odleglejszych częściach Spisza. Rusnak pochodził najprawdopodobniej z Jurgowa (raczej nie z Brzegów, jak niekiedy się podaje). Kiedy pogoda uniemożliwiała paranie się zbójnictwem, pracował tam jako rzeźnik – możliwe jednak, że niekiedy zimował w Tatrach. Jako harnaś przewodził niezbyt licznej bandzie zbójników, w której z pewnością znajdowali się dwaj jego bracia, a prawdopodobnie także synowie i inni towarzysze o niemożliwej do ustalenia tożsamości. Zbójowanie razem z synami oraz narodziny wnuka w roku 1876 to jedyne informacje pozwalające szacować wiek Gałajdy. Z przyczyn chronologicznych jest całkowicie wykluczone, aby – jak chce legenda – w młodości należał do kompanii Janosika.
Wszystkie znane źródła są zgodne co do niespotykanego wzrostu Gałajdy (miał przerastać stosunkowo wysokich ludzi o więcej niż głowę), zapewne zatem cierpiał na gigantyzm. Wiadomo także, że odznaczał się niepospolitą siłą – według legend był w stanie samodzielnie podnieść konia lub szałas. Nie używał broni palnej, preferując ciupagę, i unikał stosowania zbędnej przemocy. Walery Eljasz nie uważał go za prawdziwego zbójnika, pisząc o „niejakim Gesłajdzie, rabusiu i zwyczajnym złodzieju wałęsającym się po halach, gdzie dowodził bandą urwisów”. W pobliżu roku 1850 (być może około 18 sierpnia 1852, ale nie jest to pewne) Rusnak i jego kompania salwowali się ucieczką, natknąwszy się w Koperszadach na wycieczkę księdza Stolarczyka z przeważającą liczebnie grupą górali. Zbójnik nigdy nie został schwytany i osądzony, choć jedna z najbardziej znanych legend opisuje jego mało prawdopodobną ucieczkę z zamku w Niedzicy. Ludność zapamiętała go jako dobrodusznego obrońcę ubogich, który lubił muzykę i garnął się do kobiet. Twierdzono, że dysponował magiczną spinką odbijającą pociski, niekiedy też mylnie określano go mianem bacy.
Proceder uprawiany przez Gałajdę spowodował, że za jego głowę wyznaczono znaczną nagrodę. Zginął nieopodal Tatrzańskich Matlar 30 września 1852 w zasadzce urządzonej na zlecenie węgierskiego magnata Titusa Berzeviczego (ojca Egyeda), któremu działalność zbójnika przynosiła istotne straty handlowe. Rusnaka śmiertelnie postrzelił leśniczy Adam Mischling, a konającego dobił Jan Laczus. Wspierał ich także Michał Laczus oraz inni, o nieznanych nazwiskach. Prawdopodobnie Adam Mischling w walce stracił rękę. Potomkowie Gałajdy przetrwali do współczesności w Jurgowie i Czarnej Górze.